# Medjerda
La Medjerda, également orthographiée Medjerdah ou Majerda (arabe : مجردة), est un oued dont la source est située en Algérie et dont le lit est principalement sur le territoire de la Tunisie. Il se caractérise par un écoulement permanent sur l'ensemble de son cours, ce qui lui donne le profil d'un fleuve. Ce fleuve était appelé Bagrada ou Macar dans l'Antiquité.

## Géographie

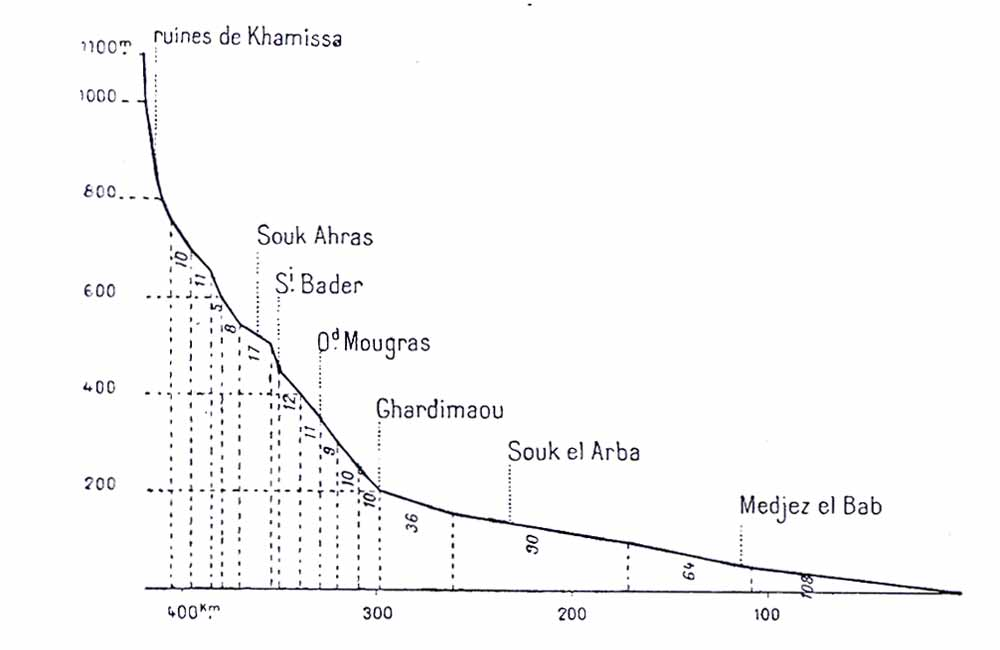
Profil du cours de la Medjerda.

Elle prend sa source près de Souk Ahras, dans le Constantinois, puis coule vers l'est avant de se jeter dans la mer Méditerranée (golfe de Tunis). S'écoulant sur plus de 460 kilomètres dont 350 en Tunisie, c'est à la fois le plus long cours d'eau et le seul pérenne de Tunisie.
Dans sa partie aval, l'oued connaît un débit moyen annuel de 29 m3/s même si celui-ci connaît des contrastes saisonniers très marqués, notamment en raison de l'affluence d'oueds aux flux irréguliers. Ainsi, le débit d'étiage peut se réduire à moins de 1 m3/s alors que, pour les crues de périodicité décennales, il peut atteindre 1 000 à 1 200 m3/s.
Les pluies exceptionnelles de mars 1973 ont même entraîné un débit de 3 500 m3/s. La Medjerda charrie chaque année environ 800 millions de mètres cubes d'eau. Parce qu'il traverse des terrains soumis à une érosion parfois intense, l'oued charrie aussi d'importantes quantités d'alluvions : entre 10 et 30 grammes par litre, voire 100 grammes par litre à l'occasion de très fortes pluies comme celles de mars 1973, soit un apport annuel de sédiments dans le golfe de Tunis estimé à 22 106 millions de tonnes avant la construction de barrages. Le calibre moyen des particules transportées est inférieur à 0,2 millimètre. Les matériaux se déposent lorsque l'oued atteint les régions basses et plates de son cours inférieur.
On assiste alors à un exhaussement général du lit, dont les berges finissent par dominer la plaine, et à son allongement par un delta qui avance progressivement sur la mer. L'instabilité, résultant de ce que l'oued coule entre ses berges, conduit à des changements de lit fréquents (cinq connus à ce jour) et à une difficulté croissante pour l'écoulement des eaux dans une zone de plus en plus plate. Grâce à ce phénomène, la vallée de la Medjerda est l'une des terres les plus fertiles de Tunisie et représente le douzième de ses ressources hydriques. C'est pourquoi l'oued est équipé de plusieurs barrages hydroélectriques. La Medjerda est par ailleurs une voie d'eau cruciale pour l'irrigation et joue donc un rôle important pour l'agriculture régionale.
Le fleuve est menacé par la pollution ; sa qualité n'a cessé de baisser et, selon une étude du ministère de l'Environnement réalisée en 2018, « 60 000 tonnes de polluants » finissent chaque année dans le fleuve.

## Histoire
Ce rôle stratégique a poussé à la fondation des villes de Chemtou et Utique, mais aussi dans une moindre mesure Carthage et Tunis à proximité de la partie aval de l'oued. En effet, la proximité du fleuve a été recherchée depuis l'Antiquité. Ce dernier était connu des Romains sous le nom de Bagrada. Pendant la première guerre punique c'est près de son golfe que Régulus aurait tué un serpent de 120 pieds de long. Cette histoire est rapportée notamment par Tite-Live, Pline l'Ancien, Silius Italicus et Aulu-Gelle, ainsi que dans le Liber monstrorum de diversis generibus.
Lors de la guerre civile de César, Curion, partisan de Jules César, fut nommé par ce dernier propréteur et commandant de quatre légions afin qu'il s'emparât de la Sicile. Curion chassa Caton de Sicile puis fit une incursion en Afrique avec seulement deux légions. Enhardi par ses succès initiaux mais insuffisamment informé sur ses adversaires, il se lança à l'attaque des forces pompéiennes sur les bords du Bagradas (près d'Utique). Il fut surpris avec ses troupes en ordre de marche et attaqué par les cavaliers numides de Juba Ier, alliés aux pompéiens, et périt dans le combat (20 août 49 av. J.-C.).

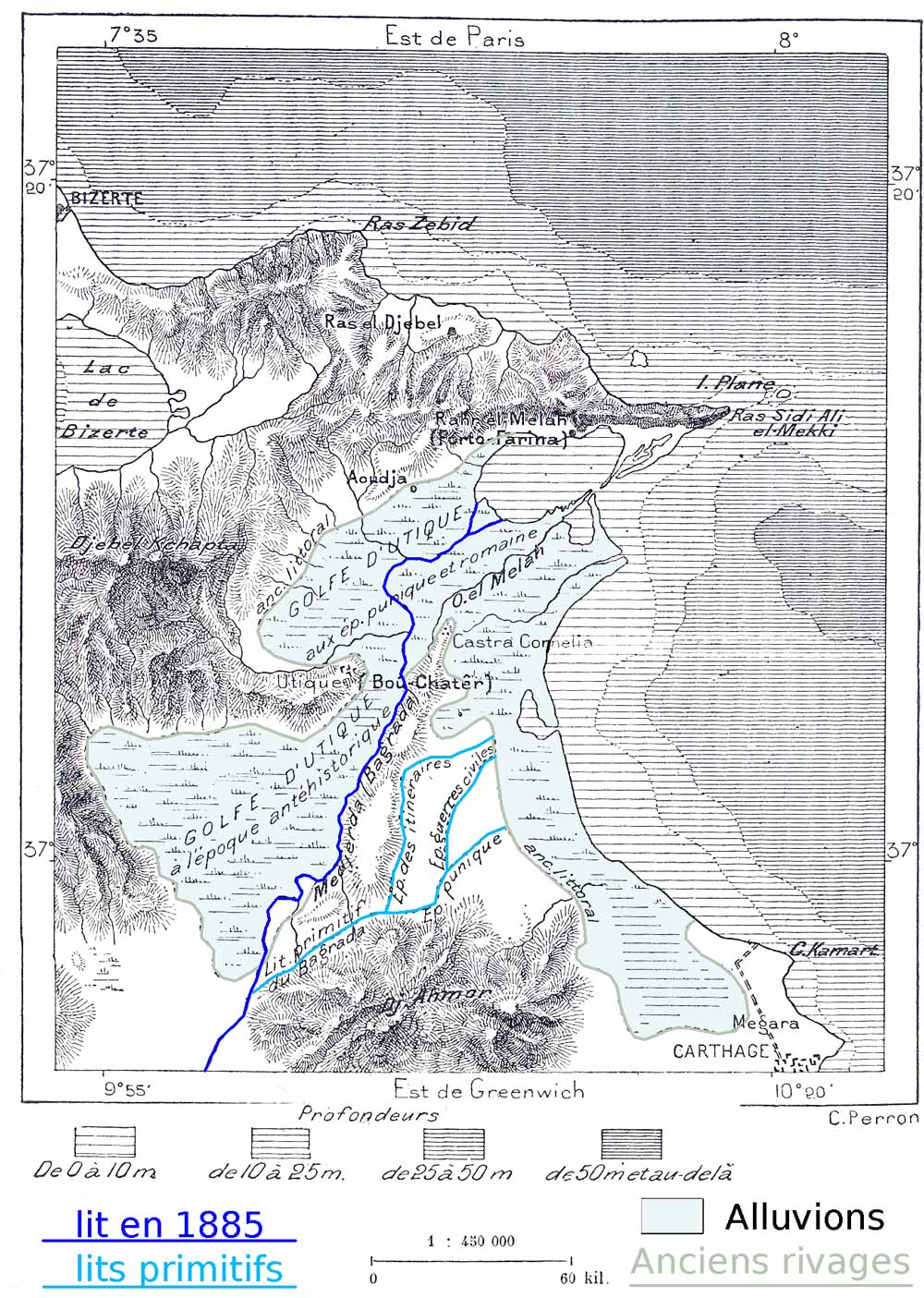
Évolution de l'embouchure jusqu'en 1885.

Le golfe d'Utique, dans lequel l'oued se jetait, a été formé durant la période postglaciaire, il y a environ 6 000 ans. Au fil du temps, les dépôts d'alluvions comblèrent progressivement la partie nord du golfe. La mer s'en retira progressivement à partir du Moyen Âge. La partie sud du golfe fut quant à elle comblée plus récemment. Cette succession d'événements a été déduite de documents anciens et de traces archéologiques. De plus, des observations aériennes et satellites ont été utilisées afin d'analyser l'évolution du paysage durant les 3 000 dernières années. La lagune de Ghar El Melh est le dernier vestige de ce qui était le golfe d'Utique.

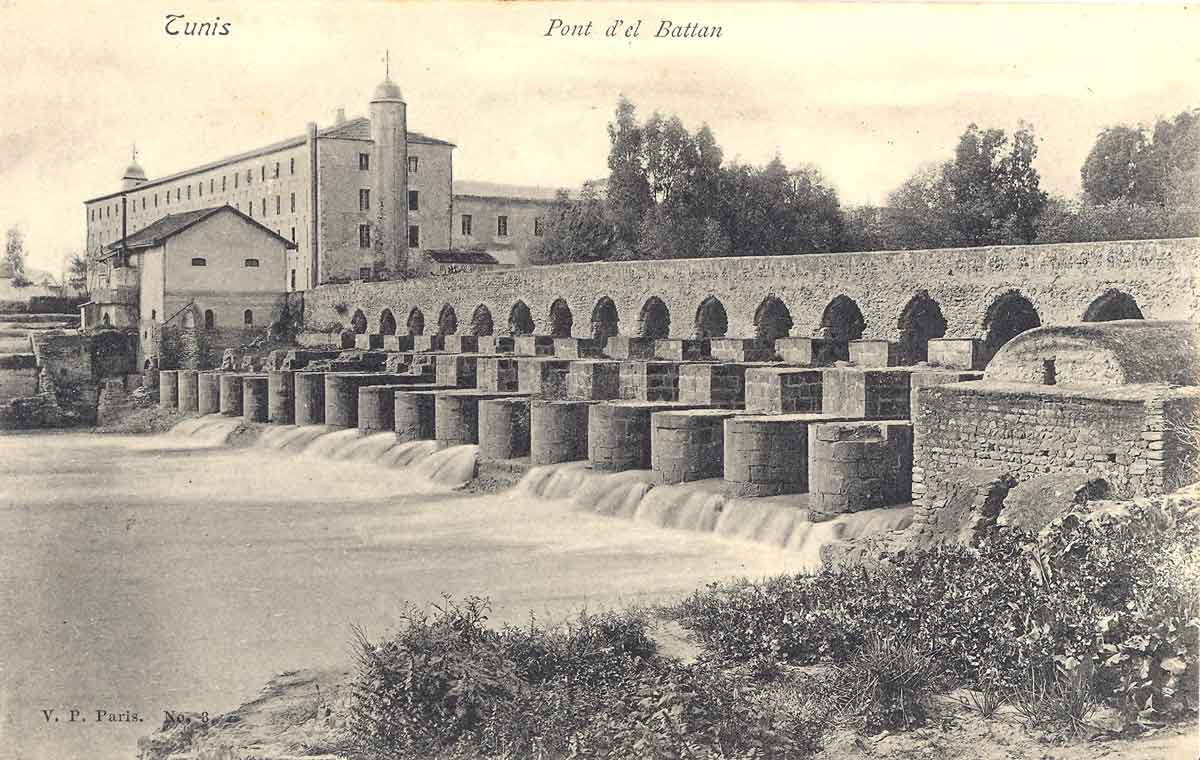
Pont-barrage d'El Batan.

Le pont-barrage d'El Batan, construit au XVIe siècle, permettait d'utiliser l'eau pour irriguer les terres agricoles et pour actionner les moulins à foulon de la ville.
À la suite des crues de février 1937 qui causent d'importants dégâts de toute nature, il est créé un Office de la mise en valeur de la vallée de la Medjerda chargé de la lutte contre les inondations, l'assainissement et le drainage, la défense et la restauration des sols, du réseau d'irrigation et de l'expérimentation agricole (station de Sidi Thabet). La dérivation par le Henchir Tobbias, qui divise le débit de la Medjerda à partir de 1939 et réduit son cours de quinze kilomètres, devient son lit actuel dès 1973.

## Aménagements
Le bassin de la Medjerda est équipé de plusieurs barrages dont Sidi Salem, Beni Metir, Bou Heurtma, Sarrat, Mellègue, Siliana et Lakhmess.
Le barrage d'El Aroussia, qui est de type rivière à trois pertuis, dispose d'une centrale hydroélectrique et d'une prise d'eau destinée à l'irrigation de 50 000 hectares. Sa réalisation s'est échelonnée entre 1952 et 1957.